# Barnard Elliott Bee, Jr.
Pour les articles homonymes, voir Bee.
Barnard Elliott Bee, Jr., né le 8 février 1824 à Charleston et mort le 22 juillet 1861 à Manassas, est un militaire américain.

## Biographie
Il est le frère d'Hamilton P. Bee.
Il participe à la guerre américano-mexicaine et à la guerre de l'Utah.
Lors de la guerre de Sécession, il est mortellement blessé lors de la première bataille de Bull Run et est l'un des premiers généraux tué dans la guerre.
Au cours de cette bataille, il inspire le célèbre surnom de « Stonewall » pour Thomas Jonathan Jackson.

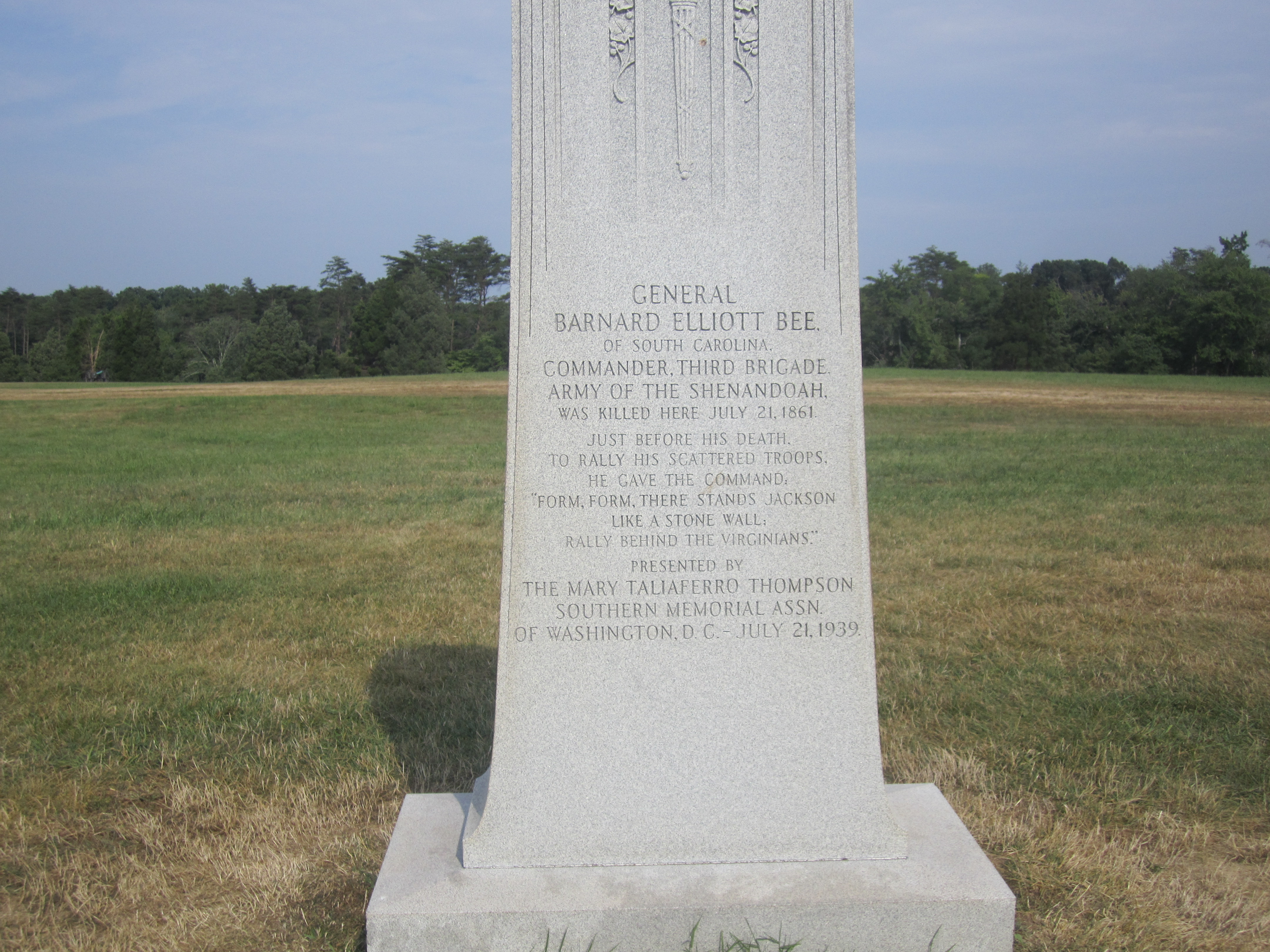
Monument à Barnard Elliott Bee, Jr. au Manassas National Battlefield Park.